# Пол Фенвік
Пол Фенвік (англ. Paul Fenwick, нар. 25 серпня 1969, Лондон) — канадський футболіст, що грав на позиції захисника. Відомий за виступами в низці шотландських і англійських клубів, а також національну збірну Канади. У складі збірної — володар Золотого кубка КОНКАКАФ.

## Клубна кар'єра
Пол Фенвік народився в Лондоні, проте пізніше перебрався до Канади, де й розпочав виступи на футбольних полях у 1986 році в складі команди «Сен-Катарінз Рома», а в 1990 році перейшов до «Кітченер Спіріт». У 1991 році футболіст перейшов до клубу «Гамільтон Стілерз». Протягом 1991—1992 років Фенвік грав у складі клубу «Вінніпег Фьюрі».
У 1992 році Пол Фенвік став гравцем англійського клубу «Бірмінгем Сіті», у складі якого грав до 1995 року. У 1995—1996 роках футболіст перейшов до шотландського клубу «Данфермлін Атлетік», а в 1996—1998 роках грав у складі іншої шотландської команди «Сент-Міррен». У 1998—2000 роках Фенвік грав у складі шотландського клубу «Грінок Мортон», а пізніше в оренді в клубі «Рейт Роверс».
У 2001 році Пол Фенвік перейшов до шотландського клубу «Гіберніан», за який грав до 2004 року, після чого завершив виступи на футбольних полях.

## Виступи за збірну
У 1994 році Пол Фенвік дебютував у складі національної збірної Канади. У складі збірної футболіст був учасником розіграшу Золотого кубка КОНКАКАФ 1993 року, розіграшу Золотого кубка КОНКАКАФ 1996 року, розіграшу Золотого кубка КОНКАКАФ 2000 року, здобувши того року титул континентального чемпіона, та розіграшу Золотого кубка КОНКАКАФ 2003 року. Загалом протягом кар'єри в національній команді, в який грав до 2003 року, провів у її складі 34 матчі, в яких забитими голами не відзначився.

## Титули і досягнення
- Володар Золотого кубка КОНКАКАФ (1):

Канада: 2000